# Nydala kloster
Nydala kloster var et munkekloster tilknyttet Cistercienserordenen i Småland i Sverige ved søen Rusken. Klosteret ligger i Värnamo kommun i Jönköpings län. Selv om klosteret ophørte med at fungere i 1500-tallet, blev kirken renoveret og omdannet til en protestantisk kirke i 1600-tallet og er stadig i brug. Kirken tilhører Svenska kyrkan og er en del af Växjö Stift.